# Guaraqueçaba
Guaraqueçaba là một đô thị thuộc bang Paraná, Brasil. Đô thị này có diện tích 2018,906 km², dân số năm 2007 là 7890 người, mật độ 4,3 người/km².